# Masamba
Masamba ist eine Stadt (Kota) und ein Distrikt (Kecamatan) in Südsulawesi, Indonesien. Masamba ist Hauptort des Regierungsbezirks (Kabupaten) Luwu Utara. Die Stadt hatte 2010 31.237 Einwohner auf einer Fläche von 1.068,85 km².

## Lage
Der Distrikt Masamba liegt zentral im Regierungsbezirk Luwu Utara. Im Norden grenzt er an den Distrikt Rampi, im Osten und Süden an die Distrikte Mappedeceng und Malangke sowie im Westen an Baebunta. Das Gebiet befindet sich auf einer Höhe zwischen 50 und 300 Metern über dem Meeresspiegel. Die Stadt Masamba liegt am Fluss Patikala.

## Verwaltung
Der Distrikt Masamba unterteilt sich in 15 Dörfer (Desa), 4 Kelurahan sowie 2 Transmigrasi-Siedlungen. Neben Masamba zählen zu den Desa: Balebo, Kamiri, Laba, Lantang Tallang, Lapapa, Maipi, Pandak, Pincara, Pombakka, Pongo, Rompu, Sepakat, Sumilin und Toradda. Die Kelurahan sind Baliase, Bone, Kappuna und Kasimbong.

## Verkehr
Masamba liegt an der Trans-Sulawesi-Route, die Südsulawesi mit Zentralsulawesi (Palopo-Poso-Achse) und Südost-Sulawesi (Palopo-Kolaka-Achse) verbindet. Nahe der Stadt befindet sich der Regionalflughafen Bandar Udara Andi Djemma.